# Total Divas
Total Divas — американское реалити-шоу, премьера которого состоялась 28 июля 2013 года на телеканале E!. Каждая серия дает возможность увидеть некоторые моменты из жизни див WWE. Это уже достаточно известные дивы: Бри и Никки Белла, Наталья, Кэмерон, Наоми, и Роза Мендес; а также новенькие Ева Мари, Джо Джо и Саммер Рэй. С 26 июня 2014 на WWE Network показывают повтор всех серий, начиная с первого сезона.

## Производство
Шоу Total Divas было запущено в эфир 28 июля 2013 года. 14 августа 2013 было объявлено, что Е! заказал дополнительные шесть эпизодов, поэтому первый сезон в целом складывался из 14 эпизодов. Шоу оказалось довольно популярным, поэтому 20 ноября 2013 Джош Мэтьюз объявил о съемках второго сезона. Премьера второго сезона состоялась 16 марта 2014 года, во время которого к актёрскому составу присоединилась Саммер Рэй.
19 мая 2014, E! объявил, что состоятся съемки третьего сезона Total Divas. Премьера шоу состоится 7 сентября 2014 года, с обновлениями в актёрском составе: к съемкам присоединится Роза Мендес.
В отличие от других программ WWE, большинство исполнителей используют свои настоящие имена вместо псевдонимов.

## Роли
Главные
- Бри Белла
- Никки Белла
- Камерон
- Наоми
- Наталья
- Ева Мари
- Саммер Рэй (С 2 сезона по тэп.время)
- Роза Мендес (С 3 сезона по тэп.время)
- Пэйдж (С 3 сезона по тэп.время)
- ДжоДжо (1 сезон)

Второстепенные
- Дэниел Брайан (муж Бри Беллы)
- Джон Сина (парень Никки Беллы)
- Винсент (парень Кэмерон)
- Джимми Усо (муж Наоми)
- Тайсон Кидд (муж Натальи)
- Фанданго
- Джонатан Койл (муж Евы Мари)
- Сандра Грей (костюмер WWE)

## Рецензии
Мелисса Камачо с Common Sense Media дала оценку шоу в 2 звезды из 5. Том Конрой с Media Life Magazine сказал, что шоу неинтересное.
Райли Скай с Dropkick Divas Media дала 4 из 5 оценку для Total Divas. Также она заявила, что шоу превзошло её ожидания.

## Награды и номинации
| Год  | Награда            | Категория             | Номинация   | Результат  |
| ---- | ------------------ | --------------------- | ----------- | ---------- |
| 2014 | Teen Choice Awards | Выбор ТВ: Реалити-шоу | Total Divas | В ожидании |